# 5241 Center Boulevard
5241 Center Boulevard ist ein gemischt genutztes Hochhaus im Stadtbezirk Queens in New York City, Vereinigte Staaten. Der Wohnturm ist eines der beiden Hochhäuser des Wohnbauprojekts 52-03-41 Center Boulevard des Immobilienentwicklungsunternehmens TF Cornerstone, das neben den Wohngebäuden noch einen öffentlichen Park, eine Kindertagesstätte und eine K–8-School 1 für 572 Schüler umfasst. Im Sockel ist ein Gemeindezentrum untergebracht.

## Beschreibung

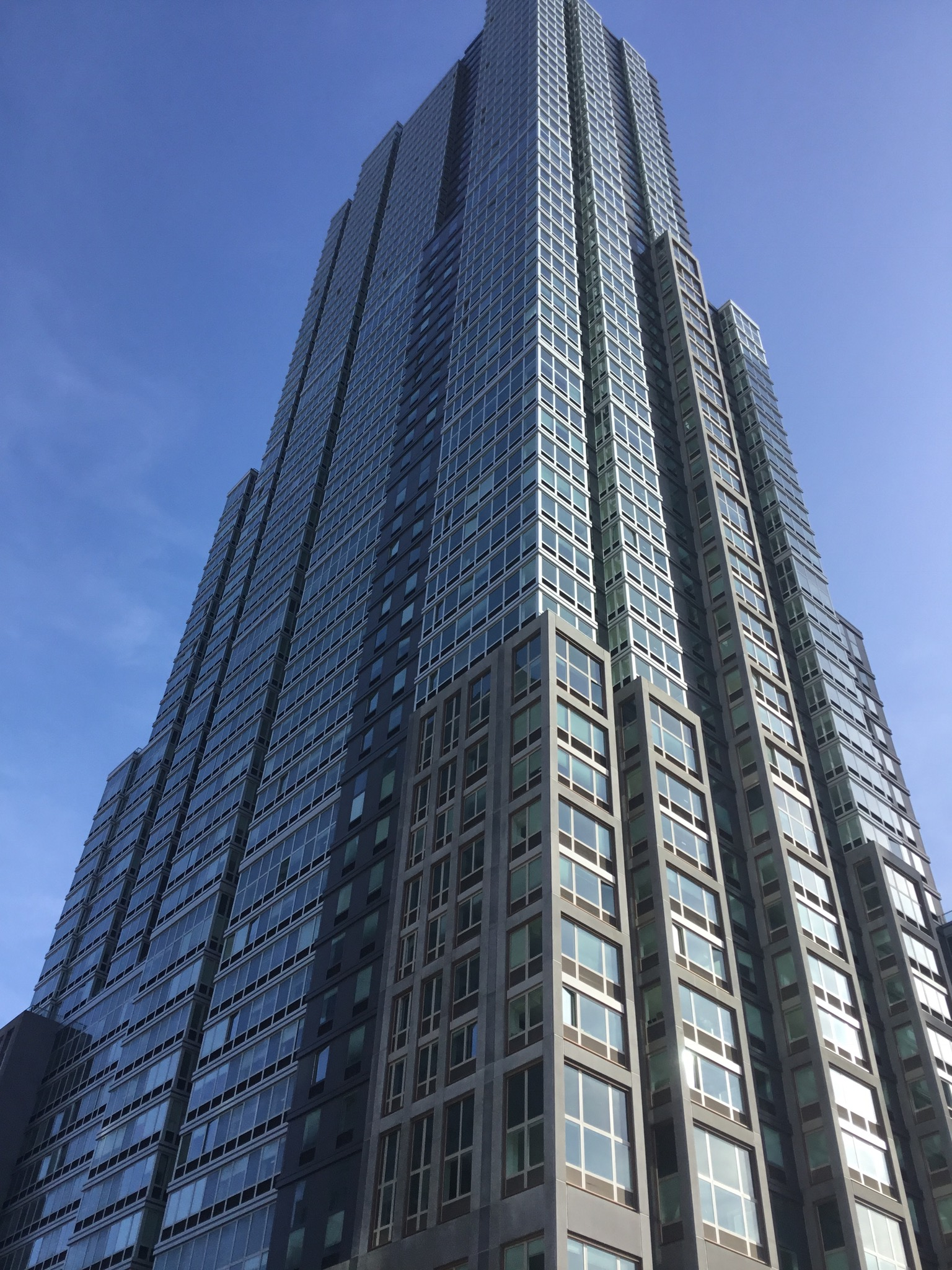
Der Wohnturm im November 2022

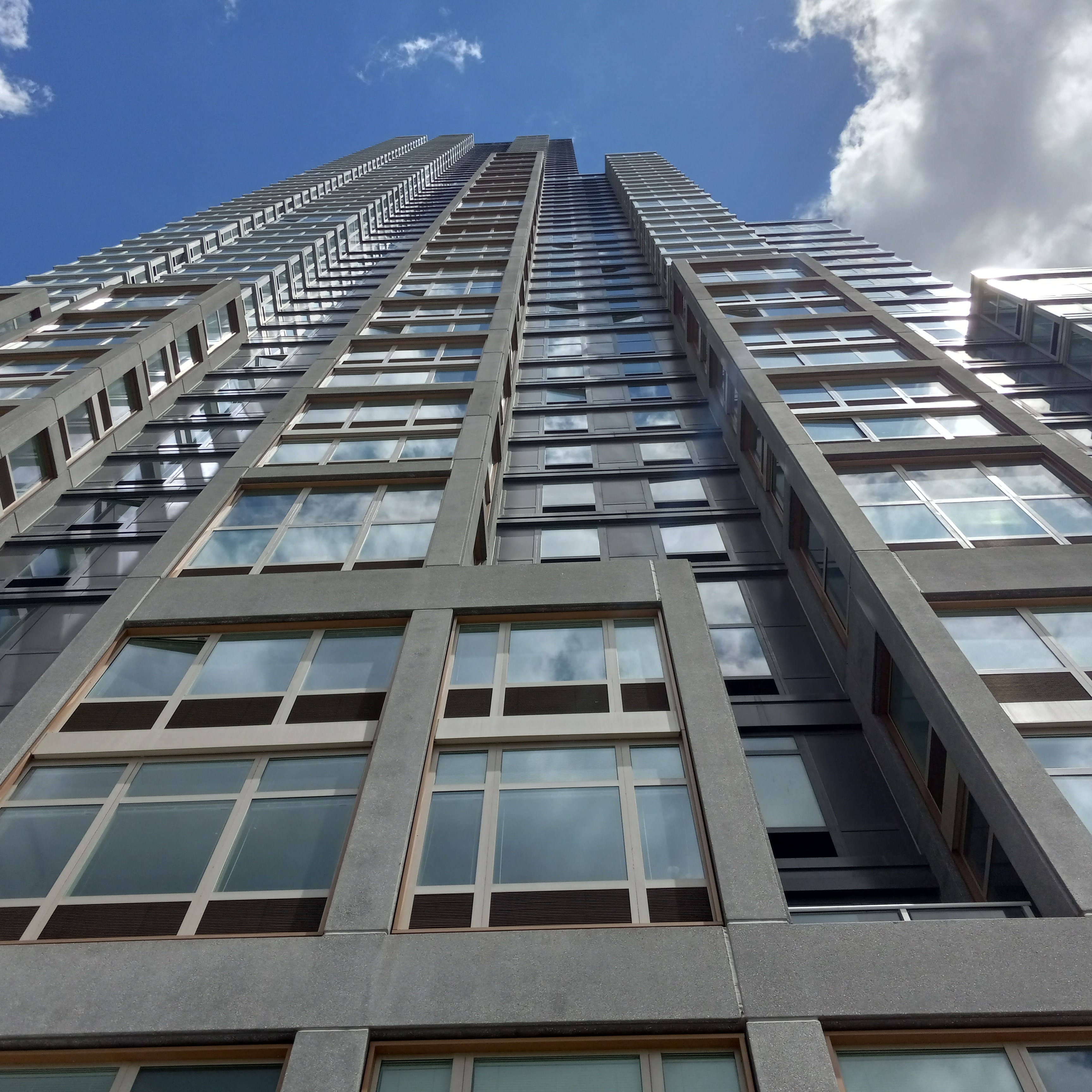
Vertikale Ansicht der Fassade am 24. Juni 2024

Der nach seiner Adresse benannte Wohnturm 5241 Center Boulevard befindet sich an der Waterfront Hunters Point South im Stadtteil Long Island City an der Meerenge East River. Etwa 70 Meter nördlich steht das zweite Hochhaus des Projekts, der 179 m hohe Wolkenkratzer 5203 Center Boulevard. Beide Wohntürme, getrennt durch eine neu angelegte gemeinsame Parkanlage, nehmen einen Stadtblock ein, der von dem Center Boulevard im Westen, der Borden Avenue im Norden, der 2nd Street im Osten und der 54th Avenue im Süden begrenzt ist. Direkt vor dem 5241 Center Boulevard liegt der Hunter's Point South Park mit seiner Uferpromenade und einem Fährterminal der NYC Ferry.
5241 Center Boulevard wurde mit der Projektbezeichnung Hunter's Point South Phase 2 Tower B von dem Architekturbüro ODA Architecture entworfen und unter der Leitung der SLCE Architects ausgeführt. Das Bauwerk erreicht eine Höhe von 150,4 Meter (493 Fuß) 2 und besitzt 46 Stockwerke. Damit ist er mit Stand Februar 2025 das 16.-höchste Gebäude in Queens. Die 2019 begonnenen Bauarbeiten wurden im Jahr 2021 abgeschlossen. Bauherr ist das Immobilienunternehmen TF Cornerstone. Das Gebäude verfügt über ein geschlossenes architektonisches Design mit einigen Rücksprüngen und einer Mischung aus großen Fenstern, dunklen Verkleidungen und eine Reihe von hervorstehenden Gesimsen. Der Wohnturm beherbergt 394 Mietwohnungen, darunter 185 mit Mietminderung. Den Bewohnern stehen unter anderem ein Fitnesscenter, eine Lounge, eine Terrasse im dritten Stock, ein Fahrradraum und eine zentrale Waschküche sowie im benachbarten 5203 Center Boulevard das Fitnessstudio mit Yoga-Studio, ein Co-Working-Space, eine Lounge, ein Partyraum, ein Kinderspielzimmer und eine Dachterrasse mit Grills und Sonnendeck zur Verfügung. Hinzu kommen Einzelhandel und Gastronomie im Erdgeschoss sowie ein Parkhaus mit 150 Plätzen im 5203 Center Boulevard. In den unteren Etagen ist des Weiteren auf 715 m² ein Gemeindezentrum für das Wohngebiet untergebracht.